# Le Nigaud magnifique
Pour plus de détails, voir Fiche technique et Distribution.
Le Nigaud magnifique (titre original : The Magnificent Dope) est un film américain réalisé par Walter Lang, sorti en 1942.

## Fiche technique
- Titre original : The Magnificent Dope
- Titre français : Le Nigaud magnifique
- Réalisation : Walter Lang
- Scénario : Joseph Schrank et George Seaton
- Photographie : J. Peverell Marley
- Montage : Barbara McLean
- Musique : Emil Newman
- Société de production : 20th Century Fox
- Pays d'origine : États-Unis
- Format : Noir et blanc — 35 mm — 1,37:1 — Son : Mono
- Genre : Comédie
- Durée : 83 minutes
- Date de sortie : 1942

## Distribution
- Henry Fonda : Tad Page
- Lynn Bari : Claire Harris
- Don Ameche : Dwight Dawson
- Edward Everett Horton : Horace Hunter
- George Barbier : James Roger Barker
- Frank Orth : Messenger
- Roseanne Murray : la secrétaire de Dawson
- Marietta Canty : Jenny
- Hobart Cavanaugh : Albert Gowdy
- Hal K. Dawson (en) : Charlie
- Josephine Whittell : Mme Hunter
- Paul Stanton : Peters
- Claire Du Brey : la secrétaire de Peter
- William B. Davidson : M. Reindel
- Harry Hayden : Mitchell
- Pierre Watkin : Carson
- Arthur Loft : le vendeur d'extincteurs